# LÉ Macha (01)
A LÉ Macha az Ír Haditengerészet hajója volt. A Brit Királyi Haditengerészet részére épült HMS Borage néven Flower osztályú korvettként, 1946. november 15-én került át az Ír Haditengerészethez, és Macha, a háború ókori ír istennője után LÉ Macha-ra nevezték át.

## HMSBorage
Mielőtt eladták volna Írországnak, 1942 és 1945 között az arktiszi konvojokat kísérte.

## LÉMacha
1948 szeptemberében ez a hajó hozta vissza Franciaországból William Butler Yeats földi maradványait az újratemetésre a Sligo megyei Drumcliffe-be. Az út 17 napig tartott. A LÉ Macha útközben Gibraltáron és Franciaországban állt meg. A földi maradványokat a Nizzához közeli Rocquebrune-nél Sean Murphy, franciaországi ír nagykövet vette át. Zenekar, trombitások és a francia alpesi vadászok katonai tiszteletadása kísérte a gyászmenetet Nizzából a hajóig. Ez volt az első alkalom, hogy Franciaország katonai tiszteletadással adózott egy polgári személy előtt. A hajó Galway-be tért vissza, ahonnan a földi maradványokat halottaskocsin vitték Sligo megyei végső nyughelyükre
1970. november 22-én a LÉ Macha-t eladták bontásra.

## Fordítás
Ez a szócikk részben vagy egészben  a   LÉ Macha (01) című angol Wikipédia-szócikk ezen változatának fordításán alapul.  Az eredeti cikk szerkesztőit annak laptörténete sorolja fel. Ez a jelzés csupán a megfogalmazás eredetét és a szerzői jogokat jelzi, nem szolgál a cikkben szereplő információk forrásmegjelöléseként.